# Kernkraftwerk Surry
Das Kernkraftwerk Surry liegt in Gravel Neck im Surry County, nach dem es auch benannt wurde, im Südosten des US-Bundesstaats Virginia am südlichen Ufer des James River gegenüber vom historischen Jamestown bzw. Williamsburg, 45 Meilen nordwestlich von Norfolk sowie 17 Meilen nordwestlich von Newport News. Es wird ein Kanal verwendet, um Wasser aus dem James River zu entnehmen. Das Gelände des Kraftwerks ist 840 Hektar groß. Das Kernkraftwerk ähnelt in Aussehen und Design seiner Schwesteranlage North Anna. Die vier Blöcke von Surry und North Anna zusammen produzieren etwa ein Drittel der in Virginia benötigten Elektrizität.

## Reaktoren
Für die Anlage waren 4 Blöcke geplant, von denen aber nur zwei fertiggestellt wurden.

### Block 1 und 2
Der Bau der beiden Reaktoren begann am 25. Juni 1968. Der erste Block wurde am 4. Juli 1972 erstmals mit dem Stromnetz synchronisiert, die erste  Netzsynchronisation des zweiten Blocks erfolgte am 10. März 1973. Block 1 nahm den kommerziellen Leistungsbetrieb am 22. Dezember 1972 auf, Block 2 folgte am 1. Mai 1973. Der Architekt für beide Reaktoren war Stone & Webster.
Bei den beiden fertiggestellten und sich in Betrieb befindlichen Blöcken handelt es sich um Druckwasserreaktoren von Westinghouse mit je drei Kreisläufen. Die Reaktoren haben eine Bruttoleistung von je 838 MW bei einer Nettoleistung von je 788 MW. Mit Strom aus dem Kernkraftwerk Surry können 400.000 durchschnittliche Haushalte versorgt werden. Im Jahr 2007 lag der Kapazitätsfaktor bei 88,5 % für Block 1 und bei 101,2 % für Block 2.
Im Dezember 2016 wurde bekannt, dass auch Surry vom Creusot-Forge-Skandal um gefälschte Zertifikate betroffen ist. Teile des Deckels des Reaktordruckbehälters von Block 1 stammen von der belasteten Areva-Tochter.

### Block 3 und 4
Die Blöcke Surry 3 und Surry 4 waren ebenfalls als Druckwasserreaktoren geplant, im Vergleich zu den Blöcken 1 und 2 jedoch mit einer höheren projektierten elektrischen Bruttoleistung von 919 MW (Nettoleistung 859 MW, thermische Leistung 2631 MW). Der Bau beider Blöcke begann am 1. Januar 1974 und wurde am 1. März 1977, also rund 2 Jahre vor der Kernschmelze in Three Mile Island, abgebrochen.

## Erzeugungskosten
Die beiden Kernkraftwerke North Anna und Surry waren im Zeitraum von 2010 bis 2012 unter 27 Kernkraftwerken in den USA die beiden mit den niedrigsten Erzeugungskosten. Sie werden mit 16,05 USD je MWh für North Anna und 17,38 USD je MWh für Surry angegeben.

## Betriebsbewilligung
In den USA wird die Betriebsbewilligung (engl. license) für ein Kernkraftwerk von der Nuclear Regulatory Commission (NRC) zunächst für einen Zeitraum von bis zu 40 Jahren erteilt. Der Zeitraum von 40 Jahren basierte ursprünglich auf dem Zeitraum für die Abschreibung von Anlagevermögen. Der Atomic Energy Act of 1954 erlaubt eine (auch mehrmalige) Verlängerung der Betriebserlaubnis um jeweils 20 Jahre.
Die ursprüngliche Betriebsbewilligung für den Block 1 wurde am 25. Mai 1972 durch die NRC erteilt. Sie wurde am 20. März 2003 bis zum 25. Mai 2032 verlängert. Für den Block 2 wurde die ursprüngliche Bewilligung am 29. Januar 1973 erteilt. Sie wurde am 20. März 2003 bis zum 29. Januar 2033 verlängert.
Laut world nuclear news hat Dominion Energy Virginia die NRC bereits 2015 darüber unterrichtet, dass sie 2019 eine weitere Erneuerung der Betriebserlaubnis für die beiden Blöcke um 20 Jahre anstrebt. 2021 wurde diese Verlängerung bewilligt.

## Daten der Reaktorblöcke
Das Kernkraftwerk Surry hat zwei in Betrieb befindliche Blöcke, weitere zwei Blöcke wurden verworfen:
| Reaktorblock | Reaktortyp         | Nettoleistung | Bruttoleistung | Baubeginn  | Netzsynchronisation | Kommerzieller Betrieb | Betriebsbewilligung | Abschaltung |
| ------------ | ------------------ | ------------- | -------------- | ---------- | ------------------- | --------------------- | ------------------- | ----------- |
| Surry-1      | Druckwasserreaktor | 788 MW        | 838 MW         | 25.06.1968 | 04.07.1972          | 22.12.1972            | 25.05.2052          |             |
| Surry-2      | Druckwasserreaktor | 788 MW        | 838 MW         | 25.06.1968 | 10.03.1973          | 01.05.1973            | 19.01.2053          |             |
| Surry-3      | Druckwasserreaktor | 859 MW        | 919 MW         | 01.01.1974 | —                   | —                     | —                   |             |
| Surry-4      | Druckwasserreaktor | 859 MW        | 919 MW         | 01.01.1974 | —                   | —                     | —                   |             |